# Acilu
Acilu (en euskera y oficialmente Azilu) es un concejo del municipio de Iruraiz-Gauna, en la provincia de Álava, comunidad autónoma del País Vasco, España. 

## Toponimia
A lo largo de los siglos ha recibidos distintas denominaciones: Acilu (1257), Acillu (c. 1275), Açilu (1295, 1415, 1464, 1503), Azilu (s. XVIII), Acilu (1802). Se sugiere el origen del topónimo en Acilius, antropónimo documentado en la misma Álava, en Angostina, al que se le habría añadido el sufijo -inu de pertenencia, es decir: terreno o propiedad de Acilius.

## Geografía física
Población situada a 638 m sobre el nivel del mar, en una altura despejada a la derecha del río Alegría.

### Ubicación
|                                 | Norte: Arrieta |                  |
| Oeste: Gauna y Alegría-Dulantzi |                | Este: Chinchetru |
|                                 | Sur: Adana     |                  |

## Historia
Hacia mediados del siglo XIX, el lugar, por entonces perteneciente a Iruraiz, tenía contabilizada una población de 47 habitantes. Aparece descrito en el primer volumen del Diccionario geográfico-estadístico-histórico de España y sus posesiones de Ultramar de Pascual Madoz con las siguientes palabras:

ACILU: v. en la prov. de Alava (3 leg. de Vitoria), dióc. de Calahorra (21), vicaría y par. jud. de Salvatierra (1 1/2), herm. y ayunt. de Iruraiz, del que es cap. (V.), sit. en una altura despejada y sana, á la der. del r. de Alegria; tiene casa para el ayunt. y sobre su puerta se ven las armas reales y las del duque del Infantado su ant. señor: la igl. parr. (S. Juan Bautista) la sirve un cura beneficiado: confina al N. Langarica, por E. Luzcando y Alaiza, al S. Guereñu y Jáuregui, y á O. Gauna y Adana: en su escaso térm. y á la parte N. tiene un buen monte de roble y haya, bastante arbolado: la tierra destinada al cultivo es de buena calidad: los caminos estan bien cuidados, y el correo lo recibe en Salvatierra. Prod. toda clase de cereales, algunas legumbres, poca fruta y hortaliza: cria ganado: tiene un buen molino harinero y disfruta de escelentes truchas. Pobl. 6 vec.: 47 alm.: contr. (V. Alava prov.)
(Madoz, 1845, p. 73)

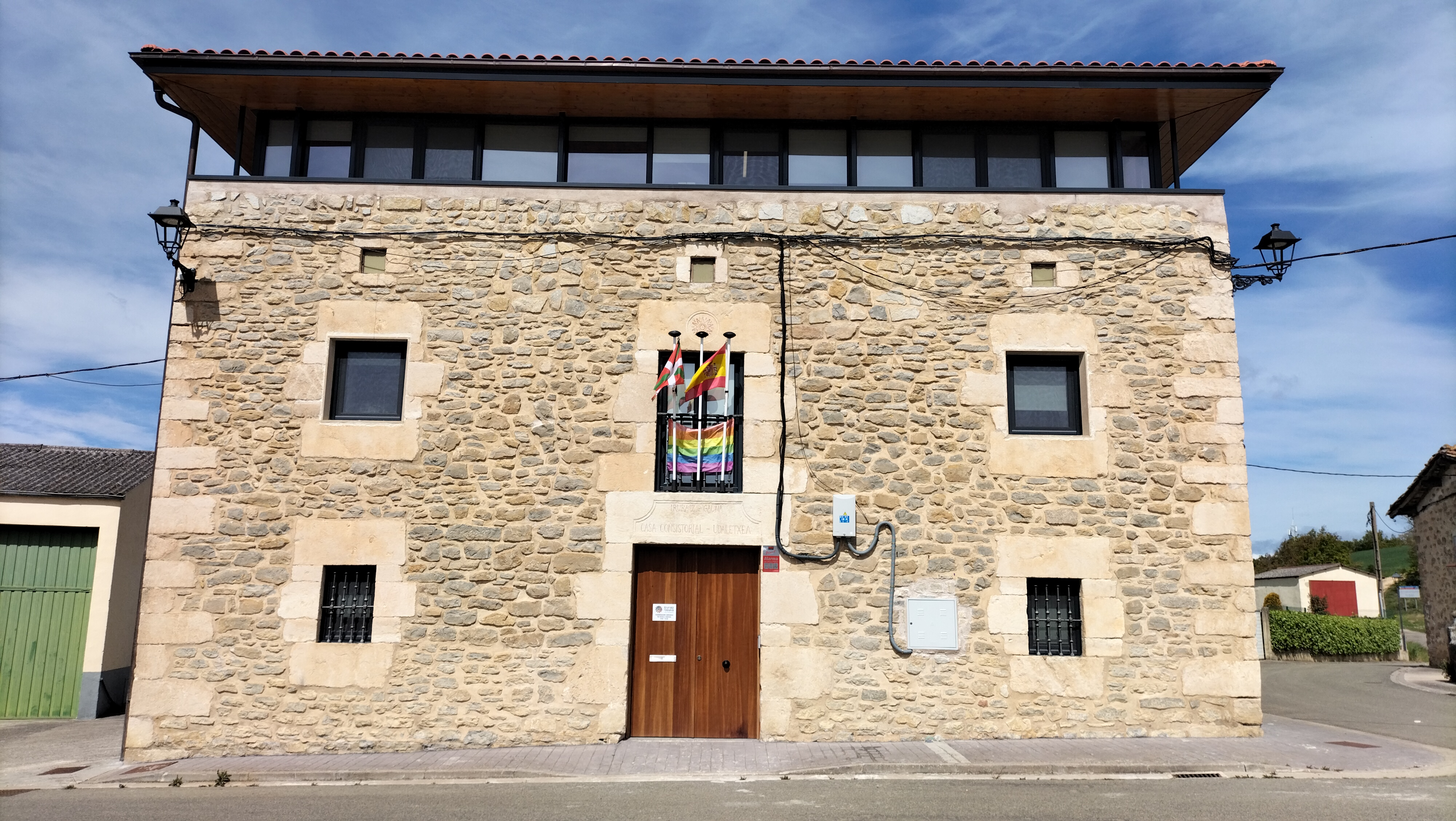
Ayuntamiento de Azilu

En 2024, pertenece al municipio de Iruraiz-Gauna. En 2022, tenía empadronados veintiséis habitantes.

## Demografía
| Gráfica de evolución demográfica de Acilu entre 2000 y 2017 |
|                                                             |
| Población de derecho según los censos de población del INE. |

## Patrimonio

### Patrimonio material

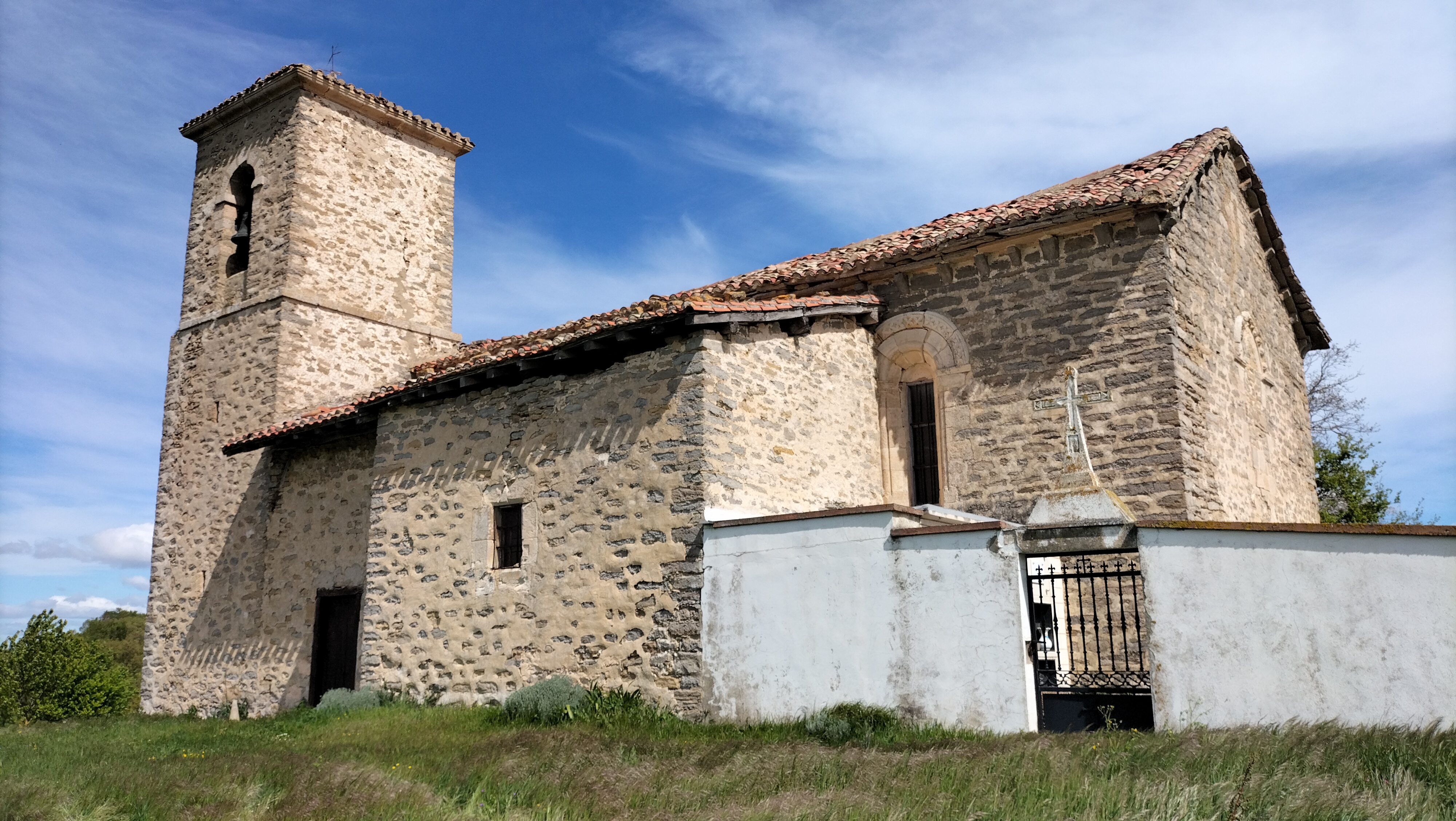
Iglesia de San Juan Bautista

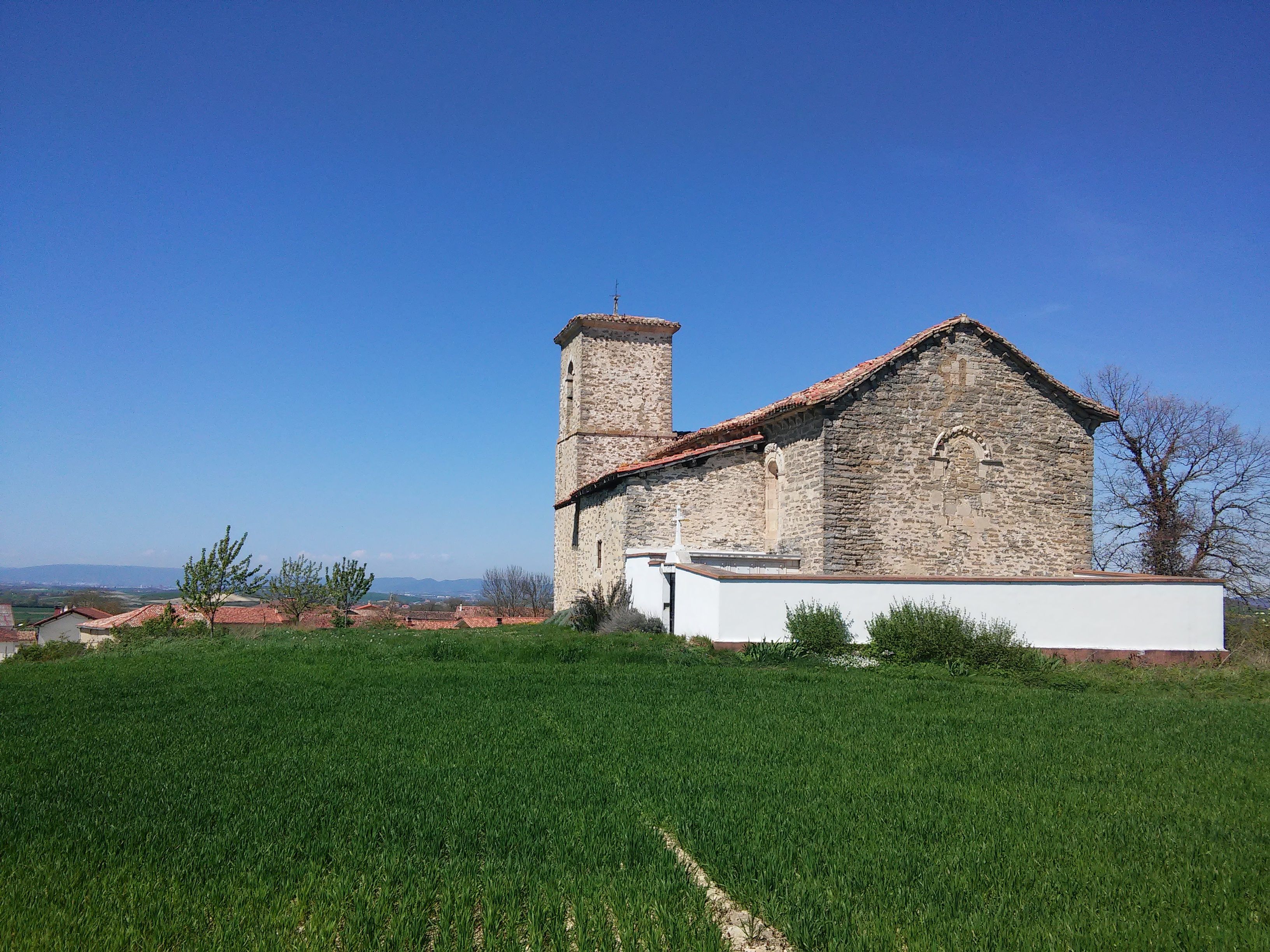
Vista de la iglesia de San Juan Bautista

- Iglesia de San Juan Bautista,[7] del siglo XIII con características del románico avanzado o protogótico, presenta planta de salón con cabecera recta y nave de tres tramos de bóveda de cañón apuntado. La torre es de mampostería y fue levantada en 1785. La pila bautismal tiene elementos decorativos  propios del siglo XIII. El retablo mayor presenta elementos del siglo XVII en una estructura propia del XVIII tardío.[8] Al retirar unos lienzos del retablo, detrás de éste se encontraron pinturas anteriores.[9]
- Molino de Azilu.[10]
- Lavadero.[11]

### Patrimonio inmaterial

#### Festividades
Acilu/Azilu celebra sus fiestas el 24 de junio, con motivo de la festividad de San Juan.